# Bagoeta
Bagoeta es un despoblado que actualmente forma parte del concejo de Luco, que está situado en el municipio de Arrazua-Ubarrundia, en la provincia de Álava, País Vasco (España).

## Toponimia
A lo largo de los siglos ha sido conocido con los nombres de Babueta, Bagoeta, Bagueta, Bagüeta, Beguhera, Beguheta y Laspagueta.

## Localización
Estaba situado en un meandro del río de Santa Engracia, entre los pueblos de Luco y Urbina.

## Historia
Despoblado alavés que ya en 1490 estaba deshabitado, está documentado desde 952, y se consignaba en la Reja de San Millán (1025) como perteneciente a la Merindad de Ubarrundia.
Formaba parte del desaparecido municipio de Ubarrundia. 
Actualmente forma parte del concejo de Luco, quedando pocos restos de la antigua población, cuya denominación actual es Bagüeta.

## Monumentos
Ermita de Santa Marina (desaparecida).